# Juana de Ginebra
Juana de Ginebra (desconocido - 1095), fue la condesa consorte de Saboya, casada con Amadeo II de Saboya.
Según las muy posteriores Crónicas de Saboya, Amadeo se casó con Juana, hija de «Girard, conde de Borgoña», que los expertos han supuesto que fue el conde Geraldo II de Ginebra. El Chronicon Altacumbae sólo dice que «la esposa de Amadeo [era] de Borgoña», que podría referirse a Amadeo I. Si su esposa era ginebrina, se explicaría cómo la casa de Saboya comenzó a poseer muy temprano una gran parte de los Genevois. Su mujer, cualquiera que sea su nombre y origen, dio a Amadeo II varios hijos, aunque existe cierta incertidumbre acerca de cuántos eran:
- Adela, esposa de Manasés, señor de Coligny
- Ausilia (también Auxilia o Usilia), la segunda esposa de Humberto II de Beaujeu